# Ca la Dolores Ceba
Ca la Dolores Ceba és una obra de Porrera (Priorat) inclosa a l'Inventari del Patrimoni Arquitectònic de Catalunya.

## Descripció
Edifici de planta quadrangular, bastit de maçoneria arrebossada, de planta baixa, entresòl i dos pisos, cobert per teulada a dos vessants. A la façana s'obre una porta i una finestra a la planta baixa, un balcó a l'entresòl, i dos pisos a cada pis. Cal destacar la porta adovellada amb la data orlada a la clau.

## Història
Edifici construït a les darreries del segle xviii, època d'esplendor de la vila. Ha estat objecte de reformes i actualment conserva únicament algun element original. És utilitzat com segona residència.